# Fernando Martins
Fernando Martins (Roriz, 1423 – ...) è stato un religioso e medico portoghese, che ebbe un ruolo importante nello scambio di conoscenze geografiche tra Portogallo e Italia nella seconda metà del XV secolo. Era parente acquisito di Cristoforo Colombo.

## Biografia
Studiò teologia, arte e medicina. Nel 1450, non oltre il 1456, si trasferì a Roma per unirsi all'entourage dell'infante Don Pedro, duca di Coimbra, vescovo di Lisbona dal 1453 e cardinale dal 1456. Nel giugno 1459 accompagnò il cardinale portoghese in una missione diplomatica affidata da papa Pio II. Il suo obiettivo era la corte imperiale, ma raggiunsero Firenze solo perché in questa città il cardinale si ammalò e morì il 27 agosto 1459. Nei mesi trascorsi a Firenze, incontrò l'astronomo locale Paolo Toscanelli.
In seguito tornò a Roma e divenne parte, almeno dal 1461, dell'entourage di un altro cardinale, Nicola Cusano. Nella sua nuova posizione, ricevette numerosi benefici economici dal papa, tra cui la canonica della cattedrale di Lisbona, che gli diede un reddito sostanziale senza la necessità di comparire a Lisbona. Il cardinale da Cusa nominò Martins e Toscanelli come esecutore nella sua volontà, che aveva anche aderito al suo entourage, e morì nell'agosto 1464. Rimase ancora altri tre anni in Italia, tra Roma e Firenze, e nel 1467 tornò in Portogallo.
Il re Alfonso V chiese la sua opinione sugli aspetti geografici della navigazione in India. Apparentemente fu il mercante fiorentino Bartolomeo Marchionni a suggerire al monarca di chiedere al chierico. Si suppone che avesse trasmesso la domanda al suo ex amico Toscanelli, dal momento che gli rispose con una lettera in latino, datata 25 giugno 1474. Toscanelli dettagliò la sua idea di raggiungere l'India navigando verso ovest invece di circumnavigare l'Africa. Questa lettera è molto famosa perché Cristoforo Colombo in seguito ebbe accesso ad essa grazie a Lorenzo Berardi, un commerciante fiorentino di base a Lisbona il cui figlio Juanoto avrebbe successivamente collaborato a stretto contatto con Colombo a Siviglia. Colombo copiò il testo della lettera di Toscanelli in un foglio bianco di un libro che è conservato oggi nella biblioteca colombiana.
È chiaro che nel 1476 rimase in contatto con Firenze perché si occupò di Lisbona dall'acquisto, per un nipote del suo residente a Roma, di alcuni libri del fiorentino Giorgio Antonio Vespucci. Quest'ultimo era un prestigioso umanista, zio e insegnante del futuro scopritore Amerigo Vespucci.
Nell'ottobre-novembre 1483, si dimise dalla sua posizione nella chiesa di San Martín de Pindo, nella diocesi di Viseu. Non è noto quando sia morto.